# Unity Technologies
A Unity Technologies é uma desenvolvedora de software de jogos eletrônicos sediada em São Francisco, Califórnia. Foi fundada na Dinamarca em 2004 como Over the Edge Entertainment (OTEE) e mudou seu nome em 2007. 
A Unity Technologies é mais conhecida pelo desenvolvimento da Unity, um motor de jogo usado para desenvolver jogos e aplicativos. Em 2022, empregava mais de 7.700 pessoas em 21 países.

## História

### Fundação e Início do Sucesso (2004–2008)
A Unity Technologies foi fundada como Over the Edge Entertainment (OTEE) em Copenhague em 2004, por David Helgason, Nicholas Francis e Joachim Ante. Em 2005, a empresa lançou seu primeiro jogo, GooBall. O jogo falhou comercialmente, mas os três fundadores viram valor nas ferramentas de desenvolvimento de jogos que eles criaram para simplificar o desenvolvimento de jogos, e por isso a criaram um motor de jogo para outros desenvolvedores.
A empresa procurou "democratizar" o desenvolvimento de jogos e tornar mais acessível o desenvolvimento do conteúdo interativo em 2D e 3D. A Unity foi nomeada vice-campeã em Best Use to Mac OS X Graphics no Apple Design Awards de 2006. A empresa cresceu com o lançamento do iPhone em 2007, pois a Unity Technologies produziu um dos primeiros mecanismos que suportam a plataforma na íntegra. Como a empresa estava focada em jogos de console quando o iPhone e a App Store foram lançados, Unity se posicionou para dar suporte a usuários que desejam criar jogos para celular. Seu domínio no iPhone foi praticamente incontestado por alguns anos. Em 2007, Over the Edge foi renomeado para Unity Technologies.

### Novas Plataformas e Expansão (2009–presente)
A tecnologia foi desenvolvida em várias plataformas. Em 2018, o Unity era usado para desenvolver jogos e outras experiências para mais de 25 plataformas, incluindo dispositivo móvel, computadores, consoles e realidade virtual. Os jogos Unity também podem ser implantados na Web.
A Unity Asset Store foi lançada em novembro de 2010 como mercado on-line para os usuários do Unity venderem ativos do projeto, como ilustrações, sistemas de códigos, áudio, entre outros.
Em abril de 2012, a Unity teria 1 milhão de desenvolvedores registrados, dos quais 300.000 usavam-o mensalmente. Em maio do mesmo ano, uma pesquisa realizada pela Game Developer constatou que aproximadamente 53% dos desenvolvedores de jogos para dispositivo móvel estavam usando a Unity. Em 2016, a empresa registrou mais de 5,5 milhões de usuários. Parte do apelo da Unity é que permite que pessoas sem conhecimento técnico possam programar seus jogos e outras simulações.
O Facebook integrou um kit de desenvolvimento de software para jogos usando o motor da Unity em 2013. Esse kit apresentava ferramentas que permitiam o rastreamento de publicidades e links diretos, em que os usuários eram diretamente vinculados de mídia social a partes específicas dos jogos.
A Unity adquiriu a Applifier, uma provedora de serviço móvel com sede em Helsinque, em março de 2014. Esse serviço comunitário da Applifier foi chamado inicialmente Everyplay e ficou conhecido como Unity Everyplay. A aquisição também significou que a rede de anúncios para dispositivos móveis da Applifier, GameAds, tornou-se Unity Ads. Mais 2 aquisições se seguiram no final de 2014: Playnomics, uma plataforma de análise de dados para desenvolvedores, agora Unity Analytics, e Tsugi, cujo serviço de integração contínua ficou conhecido como Unity Cloud Build.
O desenvolvedor de software Niantic lançou o Pokémon Go, que foi desenvolvido usando o Unity, em 2016. Após o sucesso do Pokémon Go, a Unity Technologies realizou vários financiamentos que aumentaram a avaliação da empresa: em julho de 2016, um financiamento de US$181 milhões avaliou a empresa em aproximadamente US$1,5 bilhão, em maio de 2017, a empresa levantou US$400 milhões que avaliavam a empresa em US$2,8 bilhões, e em 2018, o CEO da Unity confirmou uma rodada de US$145 milhões que avaliava a empresa em aproximadamente US$3 bilhões. Também em 2016, o Facebook desenvolveu uma nova plataforma de jogos para PC com Unity. Em 2017, a Unity Technologies adquiriu a Multiplay, uma empresa que oferece hospedagem de jogos para servidores com vários jogadores, da varejarista Game por £19 milhões.
A Unity Technologies lançou a versão Unity 2017 de sua plataforma. A Unity trabalhou com Google no ARCore em 2017 para desenvolver ferramentas de realidade aumentada para dispositivos e aplicativos Android. No próximo ano, a Unity Technologies trabalhou com o Google Cloud para oferecer serviços para desenvolvedores de jogos on-line e a DeepMind, subsidiária da Alphabet Inc., para desenvolvimento de inteligência artificial no mundo virtual. De acordo com a Fast Company, O DeepMind usa o Unity para treinar algoritmos em "ambientes realistas da física", onde um computador tenta continuamente alcançar um objetivo por tentativa e erro.
O uso da Unity Technologies se expandiu para além dos jogos nos anos 2010, incluindo cinema, televisão e automotivo. Para a indústria automotiva, as montadoras usam a plataforma de realidade virtual da Unity para design e simulações de testes de carros. Em outubro de 2018, a Unity Technologies adquiriu a Digital Monarch Media, uma empresa canadense de cinema virtual.
A Unity Technologies criou o Unity Icon Collective em novembro de 2018. Os ativos, que são personagens, ambientes, arte e animação, podem ser comprados na Unity Asset Store no PC e console, e ser usados em jogos de alta qualidade. A mudança foi vista como uma tentativa de competir com os concorrentes da Unity, como o Unreal Engine da Epic Games.
A empresa adquiriu a Vivox, um provedor de bate-papo por voz e texto com várias plataformas, com sede em Framingham, Massachusetts, em janeiro de 2019. A empresa se tornou uma subsidiária integral da Unity Technologies e opera de forma independente. A tecnologia da Vivox é usada no Fortnite, PlayerUnknown, League of Legends, entre outros. Em maio de 2019, a empresa confirmou uma rodada de financiamento da Série E de US$150 milhões que aumentou sua avaliação para US$6 bilhões. Em julho daquele ano, anunciou que, juntamente com a D1 Capital Partners, a CPP Investment Board, Light Street Capital, Sequoia Capital e Silver Lake Partners financiaria uma oferta de US$525 milhões para permitir que os acionistas da Unity vendessem suas ações na empresa. A Unity Technologies adquiriu a empresa de análise de jogos deltaDNA em setembro de 2019, bem como a plataforma de jogos ao vivo ChilliConnect em outubro de 2019, e Obvioos, criador do Furioos, o serviço de streaming de aplicativos 3D, em novembro de 2019.
Segundo o TechCrunch, a Unity Technologies levantou mais de US$600 milhões em fundos e foi avaliada em cerca de US$3 bilhões em 2018. Seus investidores incluem Sequoia Capital, Draper Fisher Jurveston, Silver Lake, China Investment Corporation, FreeS Fund, Thrive Capital, WestSummit Capital e Max Levchin. As receitas incluem taxas de licenciamento para seu motor de jogo, sua Unity Asset Store e a plataforma Unity.

## Motor Unity
A plataforma de mesmo nome da Unity é usada para desenvolver jogos 2D, 3D, de realidade virtual e de realidade aumentada e outras simulações. O motor foi lançado originalmente em 2005 para criações. A partir de 2018, passou a suportar mais de 25 plataformas, e essa plataforma foi usada para criar aproximadamente metade dos jogos para celular no mercado e 60% do conteúdo de realidade aumentada e realidade virtual, incluindo aproximadamente 90% em plataformas emergentes de realidade aumentada, como Microsoft HoloLens e 90% do conteúdo do Samsung Gear VR. A tecnologia da Unity é a base para a maioria das experiências de realidade virtual e de realidade aumentada. Nos anos 2010, a Unity Technologies usou seu motor de jogo para fazer transição para outras indústrias usando a plataforma 3D em tempo real, incluindo cinema e automotivo.

## Programas
Em 2017, a Unity Technologies lançou o Unity Without Borders, um programa que patrocinou 50 programadores de jogos do Oriente Médio para participar da conferência Unity Europe da Unity em Amsterdã. A Unity Without Borders patrocinou programadores afetados por restrições de viagem pelo governo do presidente Donald Trump.